# Zbigniew Ziobro
Zbigniew Tadeusz Ziobro [zbigněv tadeuš žobro] (* 18. srpna 1970 v Krakově) je polský právník a politik, zakladatel a předseda strany Suverénní Polsko (polsky Suwerenna Polska). Je poslanec Sejmu, byl ministrem spravedlnosti a generálním prokurátorem Polska (2015–2023). V minulosti byl generálním prokurátorem a ministrem spravedlnosti ve vládách Kazimierza Marcinkiewicza a Jarosława Kaczyńského (2005-2007) a členem polské Národní justiční rady (orig. Krajowa Rada Sądownictwa).

## Životopis
Syn Jerzyho a Krystyny. Rané dětství a školní léta prožil ve městě Krynica-Zdrój (jeho otec byl ředitel tamního sanatoria). V roce 1994 ukončil studium na katedře práva a administrativy na Jagellonské univerzitě. Prokurátorskou praxi a zkoušky si odbyl na okresní prokuratuře v Katovicích.
V letech 1998-2000 pracoval na generální celní inspekci, poté byl poradcem ministerstva vnitra (Ministerstwo Spraw Wewnętrznych i Administracji ve vládě Marka Biernackého. Od března do července 2001 byl náměstkem na ministerstvu spravedlnosti a jeden z nejbližších spolupracovníků ministra Lecha Kaczyńského. Po jeho demisi ministerstvo opustil.
V roce 1997 zpracoval právní expertízu zadanou poslaneckým klubem Volební akce Solidarita ve věci rozhodnutí vojenské prokuratury o umoření řízení proti plukovníku Ryszardu Kuklińskému, odsouzenému za Polské lidové republiky k trestu smrti.
V. 2. polovině 90. let publikoval tři články z oblasti práva: Przestępstwa na szkodę wierzyciela - kontrowersje interpretacyjne v měsíčníku Prokuratura i Prawo ze dne 31. 10. 1996, Mętne kryteria v deníku Rzeczpospolita (24. 11. 1998), Spór o nieznaczną ilość narkotyków opět v deníku Rzeczpospolita (4. 2. 1999).
V roce 1999 spolu s Witoldem Gadowskim založil v Krakově Společnost Katon a Centrum pomoci obětem trestných činů, poskytující bezplatnou právní pomoc. Podílel se též na tvorbě programu „Bezpečný Krakov“, přijatý radou města Krakova v témže roce. Je autorem novelizace trestního zákoníku, která zostřila tresty za nejtěžší trestné činy.
V roce 2001 se stal členem strany Prawo i Sprawiedliwość a byl zvolen do Sejmu za volební okrsek Krakov. Zasedal ve vyšetřovací komisi ustavené pro tzv. Rywinovu aféru. Vypracoval zprávu, podle kterého odpovědnost za nezákonnosti svázané s novelizací zákona o rádiovém a televizním vysílání nese premiér Leszek Miller, viceministryně kultury a šéfka premiérových poradců Aleksandra Jakubowska, ministr Lech Nikolski, předseda TVP Robert Kwiatkowski a tajemník polské Rady pro rozhlasové a televizní vysílání Włodzimierz Czarzasty. Sejm přijal zprávu 24. září 2004.
V říjnu 2002 kandidoval za Právo a spravedlnost na post primátora Krakova, neprošel však do druhého kola. V parlamentních volbách v roce 2005 získal 120 188 hlasů a obhájil tak post poslance. Byl šéfem volební kampaně Lecha Kaczyńského v prezidentských volbách v témže roce.
Od 31. října 2005 do 7. září téhož roku a poté opět od 11. října 2007 do 16. listopadu téhož roku byl ministr spravedlnosti a generální prokurátor Polska. Po polských parlamentních volbách v roce 2015 byl jmenován ministrem spravedlnosti, funkci zastával do roku 2023.

## Osobní život
Zbygniew Ziobro je ženatý a má dva syny. V závěru roku 2023 mu byla diagnostikována rakovina jícnu.

## Ocenění
V roce 2006 získal titul člověk roku týdeníku Wprost.
| Ministr spravedlnosti a generální prokurátor Polska | Ministr spravedlnosti a generální prokurátor Polska | Ministr spravedlnosti a generální prokurátor Polska |
| --------------------------------------------------- | --------------------------------------------------- | --------------------------------------------------- |
| Předchůdce: Borys Budka                             | 2015–2023 Zbigniew Ziobro                           | Nástupce: Marcin Warchoł                            |

| Ministr spravedlnosti a generální prokurátor Polska | Ministr spravedlnosti a generální prokurátor Polska | Ministr spravedlnosti a generální prokurátor Polska |
| --------------------------------------------------- | --------------------------------------------------- | --------------------------------------------------- |
| Předchůdce: Andrzej Kalwas                          | 2005–2007 Zbigniew Ziobro                           | Nástupce: Zbigniew Ćwiąkalski                       |